# Championnat canadien de soccer 2015
Navigation
Édition précédente Édition suivante
Le Championnat canadien de soccer 2015 (officiellement appelé Championnat canadien Amway 2015), est la huitième édition du Championnat canadien, un tournoi canadien de soccer organisé par l'Association canadienne de soccer. 
Le tournoi vise à déterminer le club qui participe au championnat continental des clubs de la CONCACAF : la Ligue des champions de la CONCACAF. En 2015 la compétition se tient dans les villes de Montréal, Toronto, Edmonton, Ottawa et Vancouver. Les trois équipes canadiennes de la MLS (l'Impact de Montréal, le Toronto FC et les Whitecaps de Vancouver) participent à ce championnat ainsi que le FC Edmonton et le Fury d'Ottawa, équipes de NASL (seconde division nord-américaine).
La Coupe des Voyageurs est remise au gagnant à l'issue du tournoi.

## Compétition

### Règlement
Depuis l'édition 2011, le championnat se déroule sous la forme de tournoi avec demi-finales et finale en match aller-retour avec match retour chez la meilleure tête de série. En revanche, l'ordre de réception des rencontres lors de la finale sera à la guise de l'équipe la mieux classée. Pour la seconde fois d'affilée, deux équipes de NASL sont présentes, le Fury d'Ottawa et le FC Edmonton, dans le cadre d'un tour préliminaire en rencontres aller-retour. L'ordre des rencontres est déterminé par le classement en ligue de chacune des équipes l'année précédente. Ainsi, les Vancouver Whitecaps sont classés numéro 1 (9e de MLS), le Toronto FC est numéro 2 (13e de MLS) et l'Impact de Montréal est numéro 3 (19e de MLS).
Encore une fois, l'équipe qui marquera le plus de buts sur les deux rencontres de la finale sera sacrée championne et obtiendra le droit de représenter le Canada à l'édition 2016-2017 de la Ligue des champions de la CONCACAF. En effet, en raison de l'organisation de la Coupe du monde féminine 2015 au Canada, la compétition est décalée. Ainsi, le représentant canadien pour l'édition 2015-2016 de la Ligue des champions de la CONCACAF est Vancouver, franchise canadienne la mieux qualifiée en MLS en 2015. De plus, et ce à partir de l'édition 2015, le championnat canadien sera échelonné de cette manière.

### Tableau
|  | Tour préliminaire          | Tour préliminaire          | Tour préliminaire        | Tour préliminaire        |                            |                            | Demi-finales      | Demi-finales      | Demi-finales      | Demi-finales      |  |  | Finale             | Finale             | Finale             | Finale             |
|  |                            |                            |                          |                          |                            |                            |                   |                   |                   |                   |  |  |                    |                    |                    |                    |
|  |                            |                            |                          |                          |                            |                            | 13 et 20 mai 2015 | 13 et 20 mai 2015 | 13 et 20 mai 2015 | 13 et 20 mai 2015 |  |  | 12 et 26 août 2015 | 12 et 26 août 2015 | 12 et 26 août 2015 | 12 et 26 août 2015 |
|  |                            |                            |                          |                          |                            |                            | 13 et 20 mai 2015 | 13 et 20 mai 2015 | 13 et 20 mai 2015 | 13 et 20 mai 2015 |  |  | 12 et 26 août 2015 | 12 et 26 août 2015 | 12 et 26 août 2015 | 12 et 26 août 2015 |
|  |                            |                            |                          |                          |                            |                            | 13 et 20 mai 2015 | 13 et 20 mai 2015 | 13 et 20 mai 2015 | 13 et 20 mai 2015 |  |  | 12 et 26 août 2015 | 12 et 26 août 2015 | 12 et 26 août 2015 | 12 et 26 août 2015 |
|  |                            |                            |                          |                          |                            |                            | 13 et 20 mai 2015 | 13 et 20 mai 2015 | 13 et 20 mai 2015 | 13 et 20 mai 2015 |  |  | 12 et 26 août 2015 | 12 et 26 août 2015 | 12 et 26 août 2015 | 12 et 26 août 2015 |
|  |                            |                            |                          |                          |                            |                            | 13 et 20 mai 2015 | 13 et 20 mai 2015 | 13 et 20 mai 2015 | 13 et 20 mai 2015 |  |  | 12 et 26 août 2015 | 12 et 26 août 2015 | 12 et 26 août 2015 | 12 et 26 août 2015 |
|  | (1) Whitecaps de Vancouver | (1) Whitecaps de Vancouver | 1                        | 2                        |                            |                            |                   |                   |                   |                   |  |  | 12 et 26 août 2015 | 12 et 26 août 2015 | 12 et 26 août 2015 | 12 et 26 août 2015 |
|  | (1) Whitecaps de Vancouver | (1) Whitecaps de Vancouver | 1                        | 2                        | 22 et 29 avril 2015        |                            |                   |                   |                   |                   |  |  | 12 et 26 août 2015 | 12 et 26 août 2015 | 12 et 26 août 2015 | 12 et 26 août 2015 |
|  |                            |                            | (4) FC Edmonton          | (4) FC Edmonton          | 1                          | 1                          |                   |                   |                   |                   |  |  | 12 et 26 août 2015 | 12 et 26 août 2015 | 12 et 26 août 2015 | 12 et 26 août 2015 |
|  | Fury d'Ottawa              | Fury d'Ottawa              | (4) FC Edmonton          | (4) FC Edmonton          | 1                          | 1                          | 1                 | 1                 |                   |                   |  |  | 12 et 26 août 2015 | 12 et 26 août 2015 | 12 et 26 août 2015 | 12 et 26 août 2015 |
|  | Fury d'Ottawa              | Fury d'Ottawa              | 6 et 13 mai 2015         |                          |                            |                            | 1                 | 1                 |                   |                   |  |  | 12 et 26 août 2015 | 12 et 26 août 2015 | 12 et 26 août 2015 | 12 et 26 août 2015 |
|  | FC Edmonton                | FC Edmonton                | 3                        | 3                        |                            |                            |                   |                   |                   |                   |  |  | 12 et 26 août 2015 | 12 et 26 août 2015 | 12 et 26 août 2015 | 12 et 26 août 2015 |
|  | FC Edmonton                | FC Edmonton                | 3                        | 3                        | (1) Whitecaps de Vancouver | (1) Whitecaps de Vancouver | 2                 | 2                 |                   |                   |  |  |                    |                    |                    |                    |
|  |                            |                            |                          |                          | (1) Whitecaps de Vancouver | (1) Whitecaps de Vancouver | 2                 | 2                 |                   |                   |  |  |                    |                    |                    |                    |
|  |                            |                            | (3) Impact de Montréal   | (3) Impact de Montréal   | 2                          | 0                          |                   |                   |                   |                   |  |  |                    |                    |                    |                    |
|  |                            |                            |                          |                          | 2                          | 0                          |                   |                   |                   |                   |  |  |                    |                    |                    |                    |
|  |                            |                            |                          |                          |                            |                            |                   |                   |                   |                   |  |  |                    |                    |                    |                    |
|  |                            |                            |                          |                          |                            |                            |                   |                   |                   |                   |  |  |                    |                    |                    |                    |
|  | (2) Toronto FC             | (2) Toronto FC             | 0                        | 3                        |                            |                            |                   |                   |                   |                   |  |  |                    |                    |                    |                    |
|  | (2) Toronto FC             | (2) Toronto FC             | 0                        | 3                        |                            |                            |                   |                   |                   |                   |  |  |                    |                    |                    |                    |
|  |                            |                            | (3) Impact de Montréal E | (3) Impact de Montréal E | 1                          | 2                          |                   |                   |                   |                   |  |  |                    |                    |                    |                    |
|  |                            |                            |                          |                          | 1                          | 2                          |                   |                   |                   |                   |  |  |                    |                    |                    |                    |
|  |                            |                            |                          |                          |                            |                            |                   |                   |                   |                   |  |  |                    |                    |                    |                    |
|  |                            |                            |                          |                          |                            |                            |                   |                   |                   |                   |  |  |                    |                    |                    |                    |
|  |                            |                            |                          |                          |                            |                            |                   |                   |                   |                   |  |  |                    |                    |                    |                    |
|  |                            |                            |                          |                          |                            |                            |                   |                   |                   |                   |  |  |                    |                    |                    |                    |

### Détail des matchs

#### Ronde préliminaire
| 22 avril 2015 | Fury d'Ottawa         | 1 - 3 | FC Edmonton                                        | Stade TD Place, Ottawa                       |                                              |
|               | Oliver 2e · Alves 28e |       | Jones 76e · Fordyce 83e · Laing 87e · Ameobi 90+5e | Spectateurs : 2 402 Arbitrage : Geoff Gamble | Spectateurs : 2 402 Arbitrage : Geoff Gamble |
|               | Rapport               |       |                                                    | Spectateurs : 2 402 Arbitrage : Geoff Gamble | Spectateurs : 2 402 Arbitrage : Geoff Gamble |

| 29 avril 2015 | FC Edmonton                                              | 3 - 1 | Fury d'Ottawa             | Clarke Stadium, Edmonton                     |                                              |
|               | Ameobi 9e · Nyassi 14e · Watson 59e · Fordyce 81e (pen.) |       | Wiedeman 31e · Beckie 66e | Spectateurs : 1 858 Arbitrage : Drew Fischer | Spectateurs : 1 858 Arbitrage : Drew Fischer |
|               | Rapport                                                  |       |                           | Spectateurs : 1 858 Arbitrage : Drew Fischer | Spectateurs : 1 858 Arbitrage : Drew Fischer |

#### Demi-finales
Le match aller de la confrontation FC Edmonton-Whitecaps de Vancouver qui devait alors lieu le 6 mai 2015 est reporté à cause d'une tempête de neige. Le match ne pouvant se disputer le lendemain, le match prévu le 13 mai 2015 à Vancouver devient le match aller de cet affrontement. Le match prévu à Edmonton aura lieu le 20 mai 2015.
| 13 mai 2015 | Whitecaps de Vancouver | 1 – 1 | FC Edmonton | BC Place Stadium, Vancouver                   |                                               |
|             | Koffie 87e             |       | Ameobi 4e   | Spectateurs : 15 183 Arbitrage : David Gantar | Spectateurs : 15 183 Arbitrage : David Gantar |
|             | Report                 |       |             | Spectateurs : 15 183 Arbitrage : David Gantar | Spectateurs : 15 183 Arbitrage : David Gantar |

| 20 mai 2015 | FC Edmonton                                                      | 1 - 2 | Whitecaps de Vancouver                                                                | Clarke Stadium, Edmonton                        |                                                 |
|             | Van Oekel 8e · Granitto 38e · Ameobi 90+1e (pen.) · Edward 90+6e |       | Morales 9e (pen.) · Mezquida 19e · Mattocks 60e · Sampson 70e · Dean 73e · Laba 90+7e | Spectateurs : 3 803 Arbitrage : Silviu Petrescu | Spectateurs : 3 803 Arbitrage : Silviu Petrescu |
|             | Rapport                                                          |       |                                                                                       | Spectateurs : 3 803 Arbitrage : Silviu Petrescu | Spectateurs : 3 803 Arbitrage : Silviu Petrescu |

| 6 mai 2015 | Impact de Montréal                        | 1 - 0 | Toronto FC | Stade Saputo, Montréal                           |                                                  |
| 19:30      | Lefèvre 30e · McInerney 68e · Bernier 78e |       |            | Spectateurs : 12 518 Arbitrage : Silviu Petrescu | Spectateurs : 12 518 Arbitrage : Silviu Petrescu |
| 19:30      | Rapport                                   |       |            | Spectateurs : 12 518 Arbitrage : Silviu Petrescu | Spectateurs : 12 518 Arbitrage : Silviu Petrescu |

| 13 mai 2015 | Toronto FC                                               | 3 - 2 | Impact de Montréal                                                | BMO Field, Toronto                               |                                                  |
| 19:30       | Altidore 22e · Cheyrou 56e · Giovinco 58e · Giovinco 73e |       | Oduro 16e · Cooper 25e · Bernier 63e · Oduro 84e · Kronberg 90+5e | Spectateurs : 21 069 Arbitrage : Matieu Bourdeau | Spectateurs : 21 069 Arbitrage : Matieu Bourdeau |
| 19:30       | Rapport                                                  |       |                                                                   | Spectateurs : 21 069 Arbitrage : Matieu Bourdeau | Spectateurs : 21 069 Arbitrage : Matieu Bourdeau |

#### Finale
| 12 août 2015 | Impact de Montréal            | 2 - 2 | Whitecaps de Vancouver                                 | Stade Saputo, Montréal                        |                                               |
|              | Ciman 84e · Jackson-Hamel 85e |       | Waston 11e · Mattocks 65e · Morales 72e · Tornaghi 90e | Spectateurs : 12 395 Arbitrage : David Gantar | Spectateurs : 12 395 Arbitrage : David Gantar |
|              | Rapport                       |       |                                                        | Spectateurs : 12 395 Arbitrage : David Gantar | Spectateurs : 12 395 Arbitrage : David Gantar |

| 26 août 2015 | Whitecaps de Vancouver  | 2 - 0 | Impact de Montréal                                | BC Place Stadium, Vancouver                      |                                                  |
|              | Rivero 39e · Parker 53e |       | Cabrera 22e · Ciman 23e · Cabrera 30e · Oduro 31e | Spectateurs : 19 616 Arbitrage : Silviu Petrescu | Spectateurs : 19 616 Arbitrage : Silviu Petrescu |
|              | Rapport                 |       |                                                   | Spectateurs : 19 616 Arbitrage : Silviu Petrescu | Spectateurs : 19 616 Arbitrage : Silviu Petrescu |

| Champion du Canada 2015              |
| ------------------------------------ |
| Drapeau du Canada                    |
| Whitecaps de Vancouver Premier titre |